# Vanmanenia tetraloba
Vanmanenia tetraloba és una espècie de peix de la família dels balitòrids i de l'ordre dels cipriniformes que es troba a Àsia. Va ser identificat per l'ictiòleg D.Y. May el 1978.